# Chirpăr (gmina)
Chirpăr – gmina w Rumunii, w okręgu Sybin. Obejmuje miejscowości Chirpăr, Săsăuș, Vărd i Veseud. W 2011 roku liczyła 1434 mieszkańców.